# بيدرو كابو
بيدرو كابو (من مواليد 14 نوفمبر 1980)، موسيقي ومغني وكاتب أغاني وممثل بورتوريكي اشتهر بأغنية Calma التي أطلقها في عام 2018 مع فاروكو. 

## روابط خارجية
- الموقع الرسمي